# Paso de Cuarenta
Paso de Cuarenta es una localidad del estado mexicano de Jalisco. Es parte del municipio de Lagos de Moreno.

## Demografía
| Gráfica de evolución demográfica |
|                                  |

| Censo | Población |
| ----- | --------- |
| 1900  | 661       |
| 1910  | 893       |
| 1921  | 590       |
| 1930  | 752       |
| 1940  | 667       |
| 1950  | 982       |
| 1960  | 882       |
| 1970  | 1 442     |
| 1980  | 1 725     |
| 1990  | 2 775     |
| 2000  | 3 195     |
| 2010  | 3 727     |
| 2020  | 3 780     |